# Список эпизодов телесериала «Эврика»
Ниже приведён список и краткое описание эпизодов сериала «Эврика», премьера которого состоялась 18 июля 2006

## Обзор
| Сезон             | Сезон | Название          | Эпизоды | Вышли в эфир   | Вышли в эфир     | Дата выхода DVD |
| Сезон             | Сезон | Название          | Эпизоды | Начало         | Конец            | Дата выхода DVD |
| ----------------- | ----- | ----------------- | ------- | -------------- | ---------------- | --------------- |
|                   | 1     | Эврика: Сезон 1   | 12      | 18 июля 2006   | 3 октября 2006   | 3 июля 2007     |
|                   | 2     | Эврика: Сезон 2   | 13      | 10 июля 2007   | 2 октября 2007   | 15 июля 2008    |
|                   | 3     | Эврика: Сезон 3.0 | 18      | 29 июля 2008   | 18 сентября 2009 | 30 июня 2009    |
| Эврика: Сезон 3.5 | 3     | 29 июня 2010      | 18      | 29 июля 2008   | 18 сентября 2009 |                 |
|                   | 4     | Эврика: Сезон 4.0 | 21      | 9 июля 2010    | 6 декабря 2011   | 5 июля 2011     |
| Эврика: Сезон 4.5 | 4     | 27 марта 2012     | 21      | 9 июля 2010    | 6 декабря 2011   |                 |
|                   | 5     | Эврика: Сезон 5   | 13      | 16 апреля 2012 | 16 июля 2012     | 17 июля 2012    |

## Список эпизодов

### Сезон 1 (2006)
| № | #  | Название серии                                      | Дата показа      |
| --- | -- | --------------------------------------------------- | ---------------- |
| 1 | 1  | «Пилотная серия» «Pilot»                            | 18 июля 2006     |
| Перевозя свою малолетнюю дочь-преступницу домой в Лос-Анджелес, маршал Джек Картер попадает в аварию возле городка Эврики. Он помогает решить дело с ускорителем тахионов, и его нанимают шерифом. |    |                                                     |                  |
| 2 | 2  | «Много счастливых возвращений» «Many Happy Returns» | 25 июля 2006     |
| Картер и другие жители города удивлены появлением Сьюзан Перкинс — женщины, которую они только что похоронили.                                                                                     |    |                                                     |                  |
| 3 | 3  | «Чтобы не забыть» «Before I Forget»                 | 1 августа 2006   |
| Когда учёный, известный всему миру, приезжает в Эврику, Джек и Генри понимают, что не могут вспомнить, чем занимались в определённые отрезки времени.                                              |    |                                                     |                  |
| 4 | 4  | «Отчуждённые» «Alienated»                           | 8 августа 2006   |
| Спенсера, по-видимому, похищают инопланетяне и, он вернулся на следующий день внутри круга на поле. Также в городок приезжает конгрессмен, чей комитет ответствен за бюджет Эврики.                |    |                                                     |                  |
| 5 | 5  | «Неуязвимый» «Invincible»                           | 15 августа 2006  |
| Загадочный артефакт даёт учёному чудесные исцеляющие способности, но за этот дар приходится заплатить ужасной ценой.                                                                               |    |                                                     |                  |
| 6 | 6  | «Доктор Нобель» «Dr. Nobel»                         | 22 августа 2006  |
| Картер должен помочь пожилому учёному вернуть свою память перед тем, как Машина судного дня уничтожит мир.                                                                                         |    |                                                     |                  |
| 7 | 7  | «Миг» «Blink»                                       | 29 августа 2006  |
| Загадочная смерть заставляет Картера подозревать, что дело нечисто, но некоторые индивиды пытаются сделать все возможное, чтобы он не копался слишком глубоко.                                     |    |                                                     |                  |
| 8 | 8  | «Правильно как Рэйнс» «Right as Raynes»             | 5 сентября 2006  |
| Программист, ушедший из Эврики после проблем со Старком, возвращается как раз тогда, когда в системы города проникает компьютерный вирус.                                                          |    |                                                     |                  |
| 9 | 9  | «Базовый» «Primal»                                  | 12 сентября 2006 |
| Проект Глобал Дайнамикс нападает на ничего не подозревающую Эврику. Наноиды распространяются по всему городку и создают клоны граждан Эврики, особенно Старка.                                     |    |                                                     |                  |
| 10 | 10 | «Фиолетовый туман» «Purple Haze»                    | 19 сентября 2006 |
| Жители городка начинают вести себя странно, следуя своим подсознательным импульсам. |    |                                                     |                  |
| 11 | 11 | «Правила Д.О.М.а» «H.O.U.S.E. Rules»                | 26 сентября 2006 |
| Некоторые из самых выдающихся жителей Эврики оказываются заперты в доме Картера, когда домашнему компьютеру С.А.Р.А надоедает то, как жители городка ведут себя друг с другом.                     |    |                                                     |                  |
| 12 | 12 | «Однажды в жизни» «Once in a Lifetime»              | 26 сентября 2006 |
| Натан Старк получает возможность исследовать Артефакт. После опыта, время перемещается в 2010-й год, и Эврика — совершенно другое место.                                                           |    |                                                     |                  |

### Сезон 2 (2007)
| № | #  | Название серии                                        | Дата показа      |
| --- | -- | ----------------------------------------------------- | ---------------- |
| 13 | 1  | «Взлетающий феникс» «Phoenix Rising»                  | 10 июля 2007     |
| После восстановления истории, Картер и Генри должны приспосабливаться жить со знанием будущего, в то время как Эллисон получает работу Нэтана, а граждане Эврики начинают спонтанно воспламеняться.                                                             |    |                                                       |                  |
| 14 | 2  | «Попробуй ещё раз» «Try, Try Again»                   | 17 июля 2007     |
| Когда компьютер Глобал Дайнемикс проводит перезагрузку в честь первого дня работы Эллисон в роли директора, исчезновение устройства «красной» категории приводит к неожиданному союзу между Картером и Старком.                                                 |    |                                                       |                  |
| 15 | 3  | «Непредсказуемое» «Unpredictable»                     | 24 июля 2007     |
| Изолированный мороз вызывает цепную реакцию загадочных климатических изменений которая вскоре превращается в угрозу не только для всех жителей Эврики, но и всего мира. Также, бывшая жена Картера появляется чтобы сделать сюрприз Зои на её шестнадцатилетие. |    |                                                       |                  |
| 16 | 4  | «Игры, в которые играют люди» «Games People Play»     | 31 июля 2007     |
| После удара по голове, Картер просыпается, по всей видимости, в виртуальном мире, в котором жители Эврики исчезают один за одним. |    |                                                       |                  |
| 17 | 5  | «Утка, утка, гусь» «Duck Duck Goose»                  | 7 августа 2007   |
| Зои получает машину дружественную с окружающей средой по-имени РЭНДИ, в то время как ребёнок-изобретатель должен спасти город от падающего космического мусора.                                                                                                 |    |                                                       |                  |
| 18 | 6  | «Ночь снов» «Noche de Sueños»                         | 14 августа 2007  |
| Глобал Дайнемикс проливает бак полный отходов, после чего сны жителей города загадочно меняются. Но это оказывается не только неловко, но и смертельно. |    |                                                       |                  |
| 19 | 7  | «Семейное воссоединение» «Family Reunion»             | 21 августа 2007  |
| Дед Фарго, Пьер Фарго, оттаивается из криогенной камеры в Глобал Дайнемикс. Проснувшись, он обвиняет старого противника в том, что тот заморозил Пьера и украл его исследования.                                                                                |    |                                                       |                  |
| 20 | 8  | «E=mc…?» «E-MC…?»                                     | 28 августа 2007  |
| Во время проведения эксперимента по воссозданию большого взрыва, гении города превращаются в идиотов, оставляя судьбу Эврики в руках Джека Картера и молодого преступника-гения.                                                                                |    |                                                       |                  |
| 21 | 9  | «Видимое невидимое» «Sight Unseen»                    | 4 сентября 2007  |
| Заброшенный проект невидимости возвращается, чтобы пугать Эврику. Картер и Зои оказываются запутаны в паутину загадочных событий, которые приводят к исчезновению Картера и возможности что он никогда больше не появится                                       |    |                                                       |                  |
| 22 | 10 | «Бог любит точности» «God Is in the Details»          | 11 сентября 2007 |
| Внезапные немота, человеческая биолюминесценция и кровоточащие краны могут заставить многих граждан Эврики поверить в то, что они являются жертвами библейской чумы. Гость: Терил Ротери (Звёздные врата: SG-1).                                                |    |                                                       |                  |
| 23 | 11 | «Мужеед» «Maneater»                                   | 18 сентября 2007 |
| Шериф Джек Картер становится совершенно неотразим для всех женщин Эврики. Но если он не сможет исправить ситуацию, то его могут съесть заживо. Гость: Лекса Дойг (Андромеда, Звёздные врата: SG-1).                                                             |    |                                                       |                  |
| 24 | 12 | «Всё что блестит…» «All that Glitters…»               | 25 сентября 2007 |
| Беверли Барлоу возвращается в городок, как раз когда паразитические бактерии угрожают уничтожением Эврики, превращая всё в золото, а затем в ржавчину, включая людей. Гость: Майкл Шэнкс (Звёздные врата: SG-1).                                                |    |                                                       |                  |
| 25 | 13 | «Ночь в Глобал Динамикс» «A Night At Global Dynamics» | 2 октября 2007   |
| Нэтан Старк и Джек Картер должны отложить свою вражду, чтобы остановить смертельную бактерию, прежде чем она уничтожит городок и убьёт сына Эллисон. |    |                                                       |                  |

### Сезон 3.0: 2008
Производство третьего сезона было прервано и отложено на 2007—2008, из-за Забастовки Гильдии сценаристов США, в результате чего он растянулся на гораздо более длительное время, чем предполагалось изначально. То есть 3.0 и 3.5 — это все один, третий, сезон.
| № | # | Название серии                                    | Дата показа      |
| --- | - | ------------------------------------------------- | ---------------- |
| 26 | 1 | «Плохой зонд» «Bad to the Drone»                  | 29 июля 2008     |
| Во время проваленной демонстрации новой противоракетной обороны один из самообучающихся зондов-мишеней по имени Марта начинает угрожать Эврике. Тем временем в городок приезжает корпоративная женщина нанятая Департаментом обороны решить проблемы Эврики. |   |                                                   |                  |
| 27 | 2 | «Как насчёт Боба?» «What about Bob?»              | 5 августа 2008   |
| В полностью изолированной экосистеме, находящейся в "Глобал динамикс", пропадает один из ученых, участвующих в эксперименте. Картер и Эллисон отправляются на расследование.                                                                                 |   |                                                   |                  |
| 28 | 3 | «Лучший обман» «Best in Faux»                     | 12 августа 2008  |
| В Эврике проводится ежегодный собачий конкурс. Как и следует ожидать от жителей Эврики, все собаки — андроиды. Но городок сотрясают загадочные землетрясения, и Картер понимает, что на город надвигается очередная катастрофа.                              |   |                                                   |                  |
| 29 | 4 | «Непрекращающаяся свадьба» «I Do Over»            | 19 августа 2008  |
| В день свадьбы Старка и Эллисон Картер обнаруживает, что застрял в петле времени, то есть он постоянно переживает один и тот же неудачный день. Тем временем в Эврику приезжает его младшая сестра Лекси.                                                    |   |                                                   |                  |
| 30 | 5 | «Покажи-ка мумию» «Show Me the Mummy»             | 26 августа 2008  |
| Шериф Картер расследует исчезновение египетской мумии из "Глобал динамикс". |   |                                                   |                  |
| 31 | 6 | «Запутанный вне фазы» «Phased and Confused»       | 2 сентября 2008  |
| В городке появляется загадочный «супергерой», способный проходить сквозь стены. |   |                                                   |                  |
| 32 | 7 | «А вот и солнышки» «Here Come the Suns»           | 9 сентября 2008  |
| Девочка создает искусственное солнце, способное уничтожить Эврику, тем временем ведутся выборы мэра. |   |                                                   |                  |
| 33 | 8 | «От страха и до вечности» «From Fear to Eternity» | 16 сентября 2008 |
| Картер наконец-то узнает правду о Торн и бункере, но сумеет ли он предотвратить глобальную катастрофу от того, что спрятано в бункере? |   |                                                   |                  |

### Сезон 3.5 (2009)
| № | #  | Название серии                                              | Дата показа      |
| --- | -- | ----------------------------------------------------------- | ---------------- |
| 34 | 9  | «Добро пожаловать обратно, Картер» «Welcome Back, Carter»   | 10 июля 2009     |
| На замену Картеру присылают нового шерифа-робота из нанополимеров, тем временем происходят необъяснимые метаморфозы гравитационного поля… |    |                                                             |                  |
| 35 | 10 | «Твоё лицо или моё» «Your Face Or Mine»                     | 17 июля 2009     |
| Картер проходит тест на профпригодность и выпадает из жизни Эврики на два дня, а Джо Лупо получает удар током и преображается… |    |                                                             |                  |
| 36 | 11 | «Сумасшествие в п-бране» «Insane In The P-Brane»            | 24 июля 2009     |
| Учёный ГД с виду сходит с ума и пытается доказать существование призраков, но шутки отбрасываются в сторону когда вещи начинают двигаться сами по себе. Тем временем, появляется бывший любовник Лекси, отец её двойни. |    |                                                             |                  |
| 37 | 12 | «Нелегко быть зелёным» «'It's Not Easy Being Green'»        | 31 июля 2009     |
| Страсти накаляются в Эврике, когда в городке появляется команда из Зоны 51, которые уже много лет соперничают с командой Эврики в чемпионате по-боулингу. Но когда серия шуток становится смертельной, Картеру приходится отлавливать прожорливое бесформенное существо по всему городку.                                             |    |                                                             |                  |
| 38 | 13 | «Если вы его построите…» «If You Build It…»                 | 7 августа 2009   |
| По всему городу пропадают самые обычные вещи, а лесник Том находит странные устройства, собранные из пропавших вещей. |    |                                                             |                  |
| 39 | 14 | «Подарочек из космоса» «Ship Happens»                       | 14 августа 2009  |
| Корабль Генри, путешествовавший 20 лет, вернулся на землю. Когда дверь корабля открылась, внутри оказалась … Ким … |    |                                                             |                  |
| 40 | 15 | «Вода жизни» «Shower the People»                            | 21 августа 2009  |
| В Эврике ЧП — утонули двое ученых. Вот, только, одна находилась в это время в автомобиле, а другая — в кафе. Связывало их одно — они обе были на вечеринке в честь малыша Элисон Блэйк. |    |                                                             |                  |
| 41 | 16 | «Вы не знаете Джека» «'You Don't Know Jack'»                | 28 августа 2009  |
| В Global Dynamics производится акустическая очистка всех помещений. В то же время, Тесс выдаёт всем специальные устройства, записывающие воспоминания людей на память будущим поколениям. Но затем у одного из ученых появляется амнезия…                                                                                             |    |                                                             |                  |
| 42 | 17 | «Холодного дня!» «Have An Ice Day»                          | 17 сентября 2009 |
| Тесс надеется провести свой первый день в роли директора Глобал без происшествий, и тем временем в Эврику доставляют керн Арктического льда, который приносит новый ледниковый период в город. |    |                                                             |                  |
| 43 | 18 | «Что посеешь, то и пожнёшь» «What Goes Around Comes Around» | 18 сентября 2009 |
| После обнаружения Немезиды над Эврикой появляется третий магнитный полюс, грозящий привести в глобальной катастрофе. Тем временем, Картер переживает собственный кризис: Зои получает приглашение поступить в Гарвардский университет, а Тесс готовится уехать работать в Австралию. Это и была заключительная серия 3 сезона Эврики. |    |                                                             |                  |

### Сезон 4 (2010—2011)
Четвёртый сезон примечателен тем, что появляется первое пересечение сериала с другим — «Хранилище 13» канала SyFy. Даглас Фарго (Нил Грэйстон) появился 3 августа 2010 в эпизоде «Хранилища 13», а Клаудия Донован (Эллисон Скальотти) из «Хранилища 13» появилась в Эврике 6 августа 2010 года. Джеймс Кэллис присоединился к актёрскому составу в роли доктора Тревора Гранта, учёного из 1947 года.
4 сезон был разделён на две части, плюс отдельный рождественский спецвыпуск: первые девять эпизодов были показаны летом 2010 года, рождественский выпуск был показан в декабре, и финальные эпизоды транслировались по 11 июля 2011 года.
| № | #  | Название серии                                                  | Зрители США (миллионы) | Дата показа      |
| --- | -- | --------------------------------------------------------------- | ---------------------- | ---------------- |
| 44 | 1  | «День основателей» «'Founder's Day'»                            | 2.52                   | 9 июля 2010      |
| Пять человек (шериф Картер, помощник шерифа Лупо, доктор Блэйк, доктор Дикон и доктор Фарго) путешествуют во времени и попадают в 1947 год из-за пространственно-временного моста, созданного изобретением Эйнштейна. Их подозревают в шпионаже, но им удаётся доказать ассистенту Эйнштейна доктору Тревору Гранту, что они из будущего. Используя простейшие транзисторы и свои повреждённые сотовые телефоны, они воссоздают мост и возвращаются в настоящее. Но по возвращении обнаруживают, что оказались в изменённой реальности. В их судьбах произошли изменения: Зейн никогда не делал предложение Джо, Кевин больше не страдает аутизмом, Генри женат на Грейс (которую знает только он), Джек и Тесс всё ещё вместе (в этой реальности Тесс никогда не уезжала в Австралию). Но возникла и новая проблема, так как вместе с ними прибыл и доктор Тревор Грант.                                                                    |    |                                                                 |                        |                  |
| 45 | 2  | «Новый мир» «A New World»                                       | 2.21                   | 16 июля 2010     |
| Когда пять путешественников во времени (шериф Картер, помощник шерифа Лупо, доктор Блэйк, доктор Дикон и доктор Фарго) возвращаются в Эврику, они узнают, что кое что изменилось, но Эврика существует. Лупо больше не помощник шерифа (на её месте робот Энди), теперь она глава безопасности «Глобал Дайнемикс», доктор Блэйк - медицинский директор «Глобал Дайнемикс», а доктор Фарго стал директором «Глобал Дайнемикс». Картер говорит «да», когда Тесс спрашивает его о том, что он думает, только позже проясняется, что Тесс собирается съезжаться с ним. Путешественники понимают, что не могут восстановить свою временную линию, потому что устройство, которое вернуло их к измененному будущему, было уничтожено, и они должны сохранить спокойствие и жить их новыми жизнями в настоящее время и помочь доктору Гранту приспособиться к XXI столетию, пока они не смогут вернуть его.                                         |    |                                                                 |                        |                  |
| 46 | 3  | «Все в гневе» «All the Rage»                                    | 2.29                   | 23 июля 2010     |
| Фарго, так и не смирившись со своей "новой" должностью в «Глобал Дайнемикс», осуществляет проверку свежих изобретений. После небольшого инцидента все сотрудники начинают злиться без повода, а позже впадают в ярость. Джек, который до сих пор сомневается в их отношениях с Тесс, и Джо, уставшая от выходок Зейна, вынуждены вновь работать бок о бок, дабы найти причину. Вскоре весь «Глобал Дайнемикс» погружается в хаос, и контролировать себя уже практически никто не может. Тем временем Генри и доктор Грант ищут способ вернуть Тревора назад во времени. Однако сталкиваются со странной аномалией, которая заставляет исчезать вещи при одном их прикосновении. Ситуация в «Глобал Дайнемикс» становится критической, но Джеку удается найти причину всех бед. В конце он возвращается домой и говорит Тесс, что у них ничего не получится, разбивая ей сердце.                                                              |    |                                                                 |                        |                  |
| 47 | 4  | «История кислорода» «The Story of O2»                           | 2.27                   | 30 июля 2010     |
| У Элисон возникают проблемы в ходе проведения недели космического фестиваля. |    |                                                                 |                        |                  |
| 48 | 5  | «Пересечение» «Crossing Over»                                   | 2.56                   | 6 августа 2010   |
| В Эврике настоящей начинают появляться вещи из Эврики 40-х. Что может быть тому причиной? Эпизод является кросс-овером - в нём появляется Клаудия Донован из другого сериала SyFy - Хранилище 13. |    |                                                                 |                        |                  |
| 49 | 6  | «Momstrosity» «Momstrosity»                                     | 2.52                   | 13 августа 2010  |
| Картер ведёт Кевина в турпоход. В это время в Эврике среди искусственных интеллектов (включая Сару и помощника шерифа Энди) распространяется программа "чувственной привязанности", что способствует бегству агрессивного зонда по имени Кроха. Причём сбегает он аккурат в районе лагеря Картера. |    |                                                                 |                        |                  |
| 50 | 7  | «Каменный» «Stoned»                                             | 2.30                   | 20 августа 2010  |
| Люди в Эврике превращаются в окаменевшие статуи. Но выясняется, что они ещё живы и их нужно спасать. Следствие ведёт Картер. А у Зои продолжается роман с Зейном. |    |                                                                 |                        |                  |
| 51 | 8  | «Экс-файлы» «The Ex-files»                                      | 2.44                   | 27 августа 2010  |
| На доктора Тревера Гранта выходит организация, которая знает, что он из 1947 года. Представитель организации - Беверли Барлоу делает ему предложение, вроде бы направленное на защиту человечества. У Картера, Джо, Блейк и Фарго своя проблема. |    |                                                                 |                        |                  |
| 52 | 9  | «Увидимся» «'I'll Be Seeing You'»                               | 2.25                   | 10 сентября 2010 |
| Доктор Грант пытается вернуться в 1947, но когда появляется Картер, их обоих относит в прошлое, где они застревают. Настоящее Эврики снова под угрозой. |    |                                                                 |                        |                  |
| 53 | 10 | «Городок» «O Little Town»                                       | 1.92                   | 7 декабря 2010   |
| Измененная технология Таггарта «Санталогия» грозит стереть с лица Земли весь город. |    |                                                                 |                        |                  |
| 54 | 11 | «Взлёт» «Liftoff»                                               | 2.02                   | 11 июля 2011     |
| Тестируя космическую разработку, Зейн и Фарго случайно отправляются в космос. Там Фарго рассказывает Зейну про Джо и путешествие в 1947 год. В конце концов Фарго предстает перед комитетом по надзору за технологиями. |    |                                                                 |                        |                  |
| 55 | 12 | «Реприза» «Reprise»                                             | 2.16                   | 18 июля 2011     |
| Новый ученый прибыл в Эврику и случайно занес новый цифровой вирус, который добавился в музыкальную систему Эврики, заставляя людей воплощать в жизнь песни. «Глобал Дайнемикс» даёт финансирование для путешествия на Титан. Беверли возвращается в новом обличии. |    |                                                                 |                        |                  |
| 56 | 13 | «Взгляд» «Glimpse»                                              | 1.77                   | 25 июля 2011     |
| 140 дней осталось до старта Астреуса. Ученые соревнуются, чтобы стать частью экипажа. Джо и Картер пробуют контактные линзы, которые предсказывают потенциальные нарушения безопасности. Система показывает риск, исходящий от Эллисон. |    |                                                                 |                        |                  |
| 57 | 14 | «В воздухе» «Up in the Air»                                     | 2.13                   | 1 августа 2011   |
| 115 дней осталось до старта «Атреуса». Картер должен расследовать ограбление банка в стиле Эврики. Между тем процесс выбора кандидатов для миссии «Астреус» переходит на следующий этап. Поведение Эллисон становится все более неустойчивым, и она испытывает серьезные провалы в памяти. |    |                                                                 |                        |                  |
| 58 | 15 | «Омега девушки» «Omega Girls»                                   | 2.25                   | 8 августа 2011   |
| 106 дней осталось до старта Астреуса. Эллисон теперь новый глава «Глобал Дайнемикс». Её поведение заставляет Картера подозревать, что что-то не так. С помощью Зейна и Генри они взламывают медицинскую документацию Эллисон и узнают, что кто-то контролирует её, используя нанотехнологии. Беверли погружает весь город в кому. Зои приезжает на выходные, Джо идет забирать её, поэтому кома никак не влияет на них: только у них есть шанс остановить Беверли. |    |                                                                 |                        |                  |
| 59 | 16 | «Клещей и людей» «Of Mites and Men»                             | 2.23                   | 15 августа 2011  |
| 91 день остался до старта «Астреуса». Картер должен бороться с клещами, которые были созданы для того, чтобы создавать и поддерживать «Астреус». К сожалению, эксперименты в связи FTL привели к их неисправности, что сделало невозможным управление ими. Они неуклонно продолжают выполнять свою основную задачу, которая заключается в постройке корабля. К сожалению, сырьём, используемым для этой конструкции, является вольфрам, который также является основным компонентом здания «Глобал Дайнемикс». Тем временем кандидаты «Астреуса» перешли на следующий уровень тестирования, и Зейн Донован, Дуглас Фарго, Джо Лупо, Холли Мартин и д-р Пэрриш изолированы в камере для психологического стресс-тестирования, тест усугубляется тем, что работа клещей угрожает дестабилизировать и обрушить всю область, где расположена камера.                                                                                             |    |                                                                 |                        |                  |
| 60 | 17 | «Битва Титанов» «Clash of the Titans»                           | 2.03                   | 22 августа 2011  |
| 60 дней осталось до старта Астреуса. Кроха возвращается в «Глобал Дайнемикс» после изучения Титана, доставляя образцы атмосферы, грунта и т. п. Однако, когда сняли щит, Кроха взрывается, разбрасывая образцы по всей площади. Вследствие этого атмосфера Эврики загрязняется метаном, этаном и азотом, которые были в образцах, принесённых Крохой. В то же время отношения Эллисон и Картера должны быть проверены Министерством обороны, которое присылает аудитора для оценки их потенциальной угрозы для «Глобал Дайнемикс». |    |                                                                 |                        |                  |
| 61 | 18 | «Один раз в космическом лагере…» «This One Time at Space Camp…» | 2.13                   | 29 августа 2011  |
| 45 дней осталось до старта «Астреуса». У кандидатов «Астреуса» берут интервью, в то время как Картер и Эллисон обжалуют заключение про их отношения. |    |                                                                 |                        |                  |
| 62 | 19 | «Один маленький шаг…» «One Small Step…»                         | 1.93                   | 12 сентября 2011 |
| 7 дней осталось до старта Астреуса. Когда диск FTL случайно активируется, отправляя Энди на Титан, сотрудники «Глобал Дайнемикс» должны участвовать в гонках на время, чтобы спасти его, прежде чем он будет окончательно разрушен холодом и коррозией. |    |                                                                 |                        |                  |
| 63 | 20 | «Один гигантский прыжок…» «One Giant Leap…»                     | 1.87                   | 19 сентября 2011 |
| За пять часов до старта «Астреуса» на Титан. Картер просит Эллисон переехать к нему, она соглашается. Генри находит небольшой дефицит мощности в корабле, что откладывает обратный отсчёт. Как выяснилось, дефицит мощности вызван мелкими чёрными дырами. Картеру удается эвакуировать «Кафе Дием», прежде чем его уничтожат. Джо и Картер пытаются окружить озеро с массивами, собирая все черные дыры вместе, чтобы продолжить запуск Астреуса, однако все они объединяются в одну большую черную дыру. Картер, используя помощь Генри, может уничтожить черные дыры антивеществом. Обратный отсчет до запуска продолжается. Однако, как только Эллисон заполняет все ячейки с экипажем судна, Центр управления полетами считает, что кто-то взломал сеть, и ускоряет таймер, меняет курс. Эллисон в ловушке. Картер разрушает трубы теплоносителя реактора, надеясь, что перегрев помешает взлету, но корабль взлетает, несмотря на это. |    |                                                                 |                        |                  |
| 64 | 21 | «Ты видишь то же что и я?» «Do You See What I See?»             | 1.40                   | 6 декабря 2011   |
| Рождественская серия |    |                                                                 |                        |                  |

### Сезон 5 (2012)
17 августа 2010 года Syfy объявил, что будет пятый сезон. 8 августа 2011 года было объявлено, что 5 сезон будет последним; позднее было объявлено, что в сети уже заказали дополнительные эпизоды для 5 сезона, чтобы завершить этот сериал. 16 февраля 2012 года Syfy объявил, что премьера пятого сезона будет 16 апреля 2012 года.
| № | #  | Название серии                              | Зрители США (миллионы) | Дата показа    |
| --- | -- | ------------------------------------------- | ---------------------- | -------------- |
| 65 | 1  | «Пропавшие» «Lost»                          | 1.81                   | 16 апреля 2012 |
| Доктор Эллисон Блейк, Даглас Фарго, Зейн Донован, Холли Мартин и Грэйс Монро отправились в путешествие на Титан, но через 2 часа корабль потерпел крушение. Как оказалось, они вернулись на Землю. Однако в Эврике прошло 4 года и 2 месяца. Им придется узнать многое и отвоевать город у искусственного интеллекта, который управляет "Глобал Дайнемикс" и всем городом. |    |                                             |                        |                |
| 66 | 2  | «Все по-настоящему» «The Real Thing»        | 1.59                   | 23 апреля 2012 |
| Прошел месяц, и город продолжает поиски пропавшего экипажа Астреус после того, как Министерство обороны отказывается от поиска. Картер и Энди на миссии для получения последней части, которая необходима Кевину для сканера, чтобы найти Астреус. После задержания, они спасли Джо, когда она вернулась из своего путешествия и Картер понимает, что экипаж не был потерян в пространстве, что он на Земле. Кевин и Генри пытаются найти Астреус. Картер и Джо привозят спасателей. Когда они приезжают, они находят корабль и симулятор. Тем не менее, команды Беверли и экипажа нет. Джек узнает, что лицом, ответственным за исчезновение является сенатор Вэн Цзябао, которая была начальником Беверли. Между тем, в моделируемой Эврике экипаж идёт разгружать биологические эксперименты с Астреус и обнаруживают дракона. Холли, Эллисон и Грейс начали замечать, что вещи не такие, какими они кажутся в связи с неисправностью процессора тренажера. Холли ставит все воедино и понимает истину. |    |                                             |                        |                |
| 67 | 3  | «Выход силой» «Force Quit»                  | 1.47                   | 30 апреля 2012 |
| Беверли Барлоу возвращается в Эврику, чтобы помочь Картеру спасти экипаж, заявив, что она не согласна с сенатором Вэн в её методах; убивать экипаж для того, чтобы держать их в неведении. Она кладет Джека в симулятор для замены компьютерной версии самого себя. Затем он с Зейном уничтожает модель Астреуса, что приводит к перегрузке процессора, необходимой, чтобы разыскать членов экипажа и спасти их. В то же время, Беверли похищает сенатора Вэн и запирает её в ловушке - виртуальной версии офиса шерифа. |    |                                             |                        |                |
| 68 | 4  | «Дружественный огонь» «Friendly Fire»       | 1.45                   | 7 мая 2012     |
| Экипаж Астреуса пытается преодолеть Матрицу Эврики, Фарго борется со смертью Холли и решает взять экспериментальную терапию, чтобы ускорить его продвижение через пять стадий горя. Между тем аварию в лаборатории вызывает последний проект Пэрриша "Светлячок". "Светлячок"- шар энергии, предназначен для поиска пожаров, и поглощения их. Тем не менее, он становится потенциальной опасностью пожара. Генри обнаруживает, что Пэрриш потерял контроль над "Светлячком" из-за зета-волн, излучаемых людьми, которые были связаны с нейронной сетью сенатора Вэн. После того как "Светлячок" благополучно пойман, экипаж Астреуса наконец начинает мириться с их опытом в моделируемом мире. |    |                                             |                        |                |
| 69 | 5  | «Мастер на все руки» «Jack of All Trades»   | 1.49                   | 14 мая 2012    |
| Экипаж Астреуса готов вернуться к работе. Но действительно ли они готовы? На этот вопрос должен ответить Уорен, вновь прибывший в Эврику с целью аттестовать команду Астреуса. Казалось бы, ничего сложного, но после эксперимента по телепортации живой материи, которым руководил один из бывших членов команды Астреуса, жизнь Джека пошла под откос. Он меняется телами с Фарго, который в этот момент проходит аттестацию у Уорена. Потом возвращается обратно. Второй раз Джек меняется телами уже с Зейном и снова в неподходящий момент: Джек в постели с Элисон, а Зейн в душе с Джо. Впоследствии, поменявшись местами в третий раз, уже с Элисон, Джек, используя разозленного Зейна, выяснил, что виной спонтанного обмена телами включенный компьютер Матрицы, исследованием которого занимался Зейн. После отключении компьютера, а также после реанимации Джека, все возвращается на свои места. Зейн сообщает Фарго что сигнатура Холли Мартин до сих пор действует в Матрице. Картер делает предложение Элисон, которое она принимает. |    |                                             |                        |                |
| 70 | 6  | «Наихудший сценарий» «Worst Case Scenario»  | 1.62                   | 21 мая 2012    |
| В Эврику приезжает представитель Министерства Обороны мистер Кларк. С помощью искусственного интеллекта Ады и Генри он моделирует реалистичные учения по спасении людей из атакуемого Глобал. Однако все выходит из под контроля: Ада в целях реалистичности создает серию команд по созданию реальной катастрофы и самоуничтожается. Картер и Элисон бегают по Глобал, пытаясь выполнить свои прямые обязанности и побыстрее попасть в Кафе Дием на дегустацию блюд в честь их помолвки. Тем временем Зейн раз за разом забрасывает Фарго на виртуальный Мейн-стрит, созданный в Матрице, чтобы тот пообщался с Холли. |    |                                             |                        |                |
| 71 | 7  | «Экс-машина» «Ex-machina»                   | 1.97                   | 4 июня 2012    |
| Глобал стоит на ушах из-за похорон доктора Холли Мартин. Кроме того, прибывают люди в военной форме и пытаются установить новую систему безопасности. Фарго пытается связать Холли с реальным миром через интерактивный проектор голограмм, но возникает системная ошибка которая может стереть Холли навсегда. Холли пытается спасти себя, зайдя в компьютеры Глобал. Подумав, что они потеряли её, она пишет сообщение с помощью лазера. Холли сохраняется в памяти компьютера Сары. |    |                                             |                        |                |
| 72 | 8  | «Слишком глубоко» «In Too Deep»             | 1.45                   | 11 июня 2012   |
| В Эврике первое апреля. Картер пытается выяснить, почему Эллисон не назначает дату свадьбы. Джо пытается сохранить розыгрыши под контролем. Эллисон и Картер попадают в ловушку в подводной станции. C Картер и Эллисон просят Генри поженить их до момента спасения. Холли занимает слишком много места в памяти Сары и начинает исчезать. Зейн назначен главой Отдела 5 и начинает работу по спасению Холли. |    |                                             |                        |                |
| 73 | 9  | «Умный Картер» «Smarter Carter»             | 1.59                   | 18 июня 2012   |
| Картер знакомится со старшим братом Эллисон, который является учёным. Сразу по приезде он начинает донимать Картера, что он не такой умный, как все её предыдущие избранники. Кевин предлагает решение для Картера, чтобы повысить его интеллект. Как всегда, всё выходит из под контроля и сверхумный Картер начинает вытворять технические чудеса. |    |                                             |                        |                |
| 74 | 10 | «На молодоженов» «The Honeymooners»         | 1.61                   | 25 июня 2012   |
| После того как Картер прошел тест на приезд родственника, они с Элисон решают наконец-то отправиться в свадебное путешествие. "И куда бы вы думали?" - Нет, не так далеко, в лес рядом с Эврикой. В старую хижину бывшего шерифа Кобба. Помимо того, что хижина становится проверкой чувств Картера и Элисон на прочность, в ней находятся документы предыдущего шерифа. В этих документах содержится информации о предателе, и не одном, которые помогали Беверли. |    |                                             |                        |                |
| 75 | 11 | «Зеркало, зеркало» «Mirror, Mirror»         | 1.59                   | 2 июля 2012    |
| Майор Шо со своими людьми снова прибывает в Эврику. Его цель - передать Грэйс Дикон Министерству Юстиции как агента Консорциума. Генри, узнавший, что его двойник из текущего временного потока работает на Консорциум, пытается сдаться. Тем временем доктор Холли Мартин, пытаясь снова вернуться в строй, возвращается в лабораторию биопечати. Все выходит из под контроля, когда ей на компьютер приходит странное сообщение, превратившее её в злую копию себя. |    |                                             |                        |                |
| 76 | 12 | «Не верь глазам своим» «Double-Take»        | 1.50                   | 9 июля 2012    |
| Ситуация в Глобал накаляется. Все больше сотрудников становятся злыми двойниками. Зейн и доктор Пэрриш вовсю работают над спецоружием, оглушающим живые источники зета-волн. Тем временем двойники явно нацелились на экипаж Астреуса, пытаясь вернуть их в матрицу. Сами двойники оказались нипами (НИП - неигровой персонаж, виртуальный обитатель Матрицы). Они забирают экипаж Астреуса один за другим, пока Зейн, Пэрриш, Эллисон, Фарго и сбежавший от нипов настоящий Джек Картер не найдут способ их уничтожить. |    |                                             |                        |                |
| 77 | 13 | «Просто ещё один день.» «Just Another Day…» | 1.57                   | 16 июля 2012   |
| Вся Эврика стоит на ушах из-за объявления майора Шо о закрытии города навсегда. Толпы людей пытаются покинуть город. Винсент пытается скормить жителям весь запас безграничного холодильника "Кафе Дием", чета Картеров решает, куда переехать жить, Джо и Зейн решают вопрос выбора карьеры или чувств (выбор решается в пользу последнего). Холли пытается вспомнить дни, проведенные в Эврике, и понимает, почему в своё время влюбилась в Дагласа Фарго. Сам же директор Глобал, протестуя против скорейшего демонтажа своего здания, уселся в холле и выражает протест "в стиле Ганди", попутно обзванивая всех потенциальных источников финансирования города. Кроме того, из-за демонтажа стабилизатора квантового компьютера по всему городу возникают червоточины, которые угрожают порезать людей на куски. В это время Генри пытается спасти свою жену от тюрьмы при помощи Беверли, что ему удается, и неожиданно для себя по рекомендации Фарго становится директором Глобал Дайнемикс В сериал возвращаются Зоуи Картер, которая выпускается с медицинского факультета Гарварда, и доктор Тревор Грант, который живет в 21 веке как миллиардер Трент Роквелл и который покупает Эврику, спасая её от исчезновения. |    |                                             |                        |                |

## Веб-эпизоды

### Игра в прятки (2006)
| No. | Название                      | Дата показа     |
| --- | ----------------------------- | --------------- |
| 1 | «Пролог» «Prologue»           | 25 июля 2006    |
| В лесу группа подростков подкрадывается к дому Джо с видеокамерой, надеясь подглядеть интересные моменты. Пока они смотрят, на них нападает таинственное существо. |                               |                 |
| 2 | «Часть первая» «Part One»     | 25 июля 2006    |
| Видео подростков, на которых напали, теперь в Интернете, и Зои добавила эту ссылку на свою домашнюю страницу в попытке получить некоторые ответы. Джек считает, что это пьяный человек в костюме обезьяны, но визит Эллисон подтверждает, что это вполне реально. Таггарт счастлив, т.к. нашел нечто спустя столько лет. |                               |                 |
| 3 | «Часть вторая» «Part Two»     | 1 августа 2006  |
| В лесу Джо и Картер ищут существо. Картер упоминает, что задал Старку вопрос о том, что это было, но натолкнулся на уже привычно частый ответ - "под грифом "секретно". Эти двое нашли выпотрошенного медведя и положили в пакет для улик коготь, найденный в его желудке. Таггарт охотится за существом. Оно прогоняет Фарго, сопровождавшего Таггарта, и Таггарт продолжает охоту. |                               |                 |
| 4 | «Часть третья» «Part Three»   | 8 августа 2006  |
| Таггарт, всё еще в поисках существа, заканчивает тем, что его нокаутирует его же добыча. Тем временем, Эллисон и Джек обсуждают существо по телефону, пока Эллисон меняет спущенное колесо. Джек упоминает, что он отдал коготь Генри на анализ. Существо начинает подкрадываться к Эллисон во время их разговора. Эллисон замечает это и просит Джека прийти на помощь. Существо затем нападает, загнав Эллисон в её автомобиль. Как только темнеет экран, раздается выстрел. |                               |                 |
| 5 | «Часть четвертая» «Part Four» | 15 августа 2006 |
| Таггарт приходит в себя, пережив столкновение с существом. Он находит разбитые очки Фарго и предполагает, что ученый мертв. В гараже Генри существо, застреленное Эллисон, теперь находится в мешке для трупов. Группа специалистов из Глобал Дайнемикс в пути, чтобы забрать его. Генри объясняет, что это существо имеет ДНК, которое могли иметь только неандертальцы, и что коготь, который ему дал Джек, не принадлежит тому, кого застрелила Эллисон. В лесу что-то издает громкий рев. |                               |                 |
| 6 | «Часть пятая» «Part Five»     | 22 августа 2006 |
| В офис шерифа, спотыкаясь, входит Фарго, утомленный и в синяках. Он объясняет, что существо, предположительно, - "Недостающее Звено". В Глобал Дайнемикс он также отмечает, что застреленное Эллисон существо - не то, что напало на него. Джек пытается еще раз выяснить у Старка, что это за создание, но Старк только говорит, что Таггарт может объяснить это лучше. Как только Джек и Фарго уходят на поиски Таггарта, Старк отмечает, что Таггарт - "глупый выдающийся паршивец". В лесу Джек и Фарго слышат рев существа, так как оно приближается к ним. |                               |                 |
| 7 | «Часть шестая» «Part Six»     | 29 августа 2006 |
| На мгновение избежав существа, Джек и Фарго находят Таггарта, который, похоже, ранен. Джек просит Таггарта объяснить, что из себя представляет творение с тех пор, как Таггарт запустил создавший его проект. Таггарт, говоря несколько бессвязно, утверждает, что его финансирование было прекращено на грани прорыва, и было заявлено, что еще слишком рано для испытаний на людях. Отвечая на вопрос Джека об этом, он рычит. |                               |                 |
| 8 | «Часть седьмая» «Part Seven»  | 5 сентября 2006 |
| Таггарт по-видимому превратился в какого-то монстра (хоть место действия видно под его углом зрения) и готовится напасть на Джека. Когда Джек пытается урезонить Таггарта, пока дотягивается до пистолета, Фарго создает отвлекающий маневр, давая Джеку возможность выстрелить в Таггарта. В Глобал Дайнемикс Таггарт предстает в облике человека, хотя он по-прежнему ведёт себя, как животное. Фарго говорит, что они перевели его на генную терапию, и что он будет нормальным через несколько недель. Старк так и не объясняет, что именно произошло. Поскольку инцидент кажется завершенным, все расходятся по домам. В доме Джо, как раз после того как она закрывает шторы, кажется, будто другое существо проходит мимо. |                               |                 |